# Sesuv půdy pod Girovou
Sesuv půdy pod Girovou je rozsáhlý svahový pohyb (sesuv půdy) na podloží jižního svahu hory Girová (pod Čertovými mlýny) v pohoří Jablunkovské mezihoří. Nachází se na území obce Bukovec v okrese Frýdek-Místek v Moravskoslezském kraji.

## Další informace
Sesuv půdy pod Girovou v noci z 18. na 19. května roku 2010 patří mezi největší půdní sesuvy v České republice. Sesuv byl způsoben vydatnými dešti a následným rozsáhlým podmáčením horních vrstev podloží (nadloží). Spodní pískovcové podloží je těžce propustné, avšak je pokryto silnými jílovými vrstvami, které po nasáknutí vodou snižují třecí síly ve styku obou podloží. Následkem toho dochází k sesuvu (klouzání) svahu, které je doprovázeno také doprovodnými zvukovými efekty. Utrhl se převážně zalesněný svah průměrné šířky asi 0,3 km a délky asi 1 km. Rychlost sesuvu půdy byla až 200 m/den. Sesuv začíná v nadmořské výšce 730 m a končí ve výšce 570 m a má plochu přibližně 0,2 km². Dva domy byly bezprostředně ohroženy sesuvem, strženy byly také sloupy elektrického vedení a zanikla lesní cesta ze Studeničného na chatu Girová aj. Pozitivní je, že při tom nebyl nikdo zraněn. Místo je celoročně volně přístupné, avšak chůze po svahu může být nebezpečná.

## Galerie

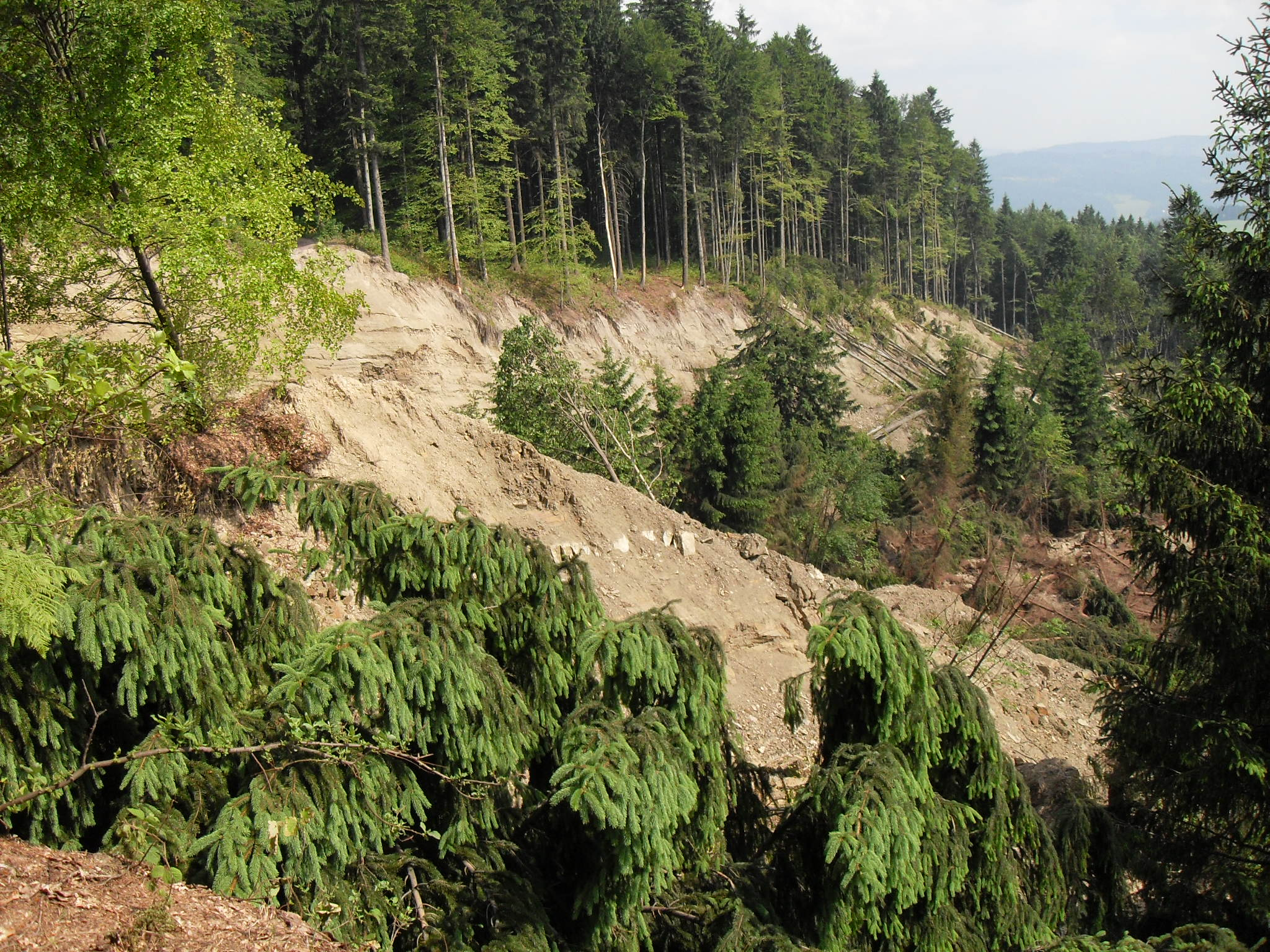
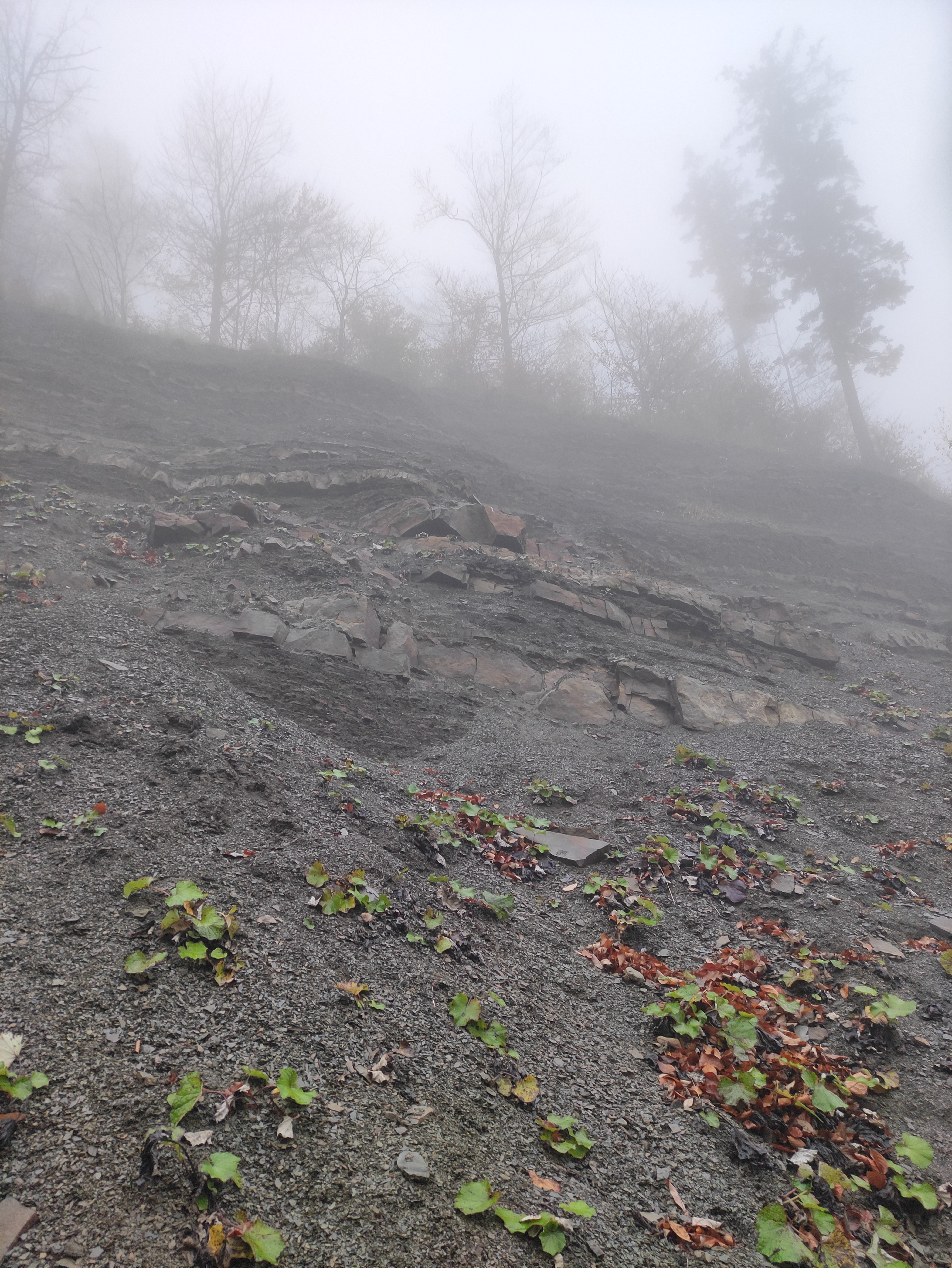
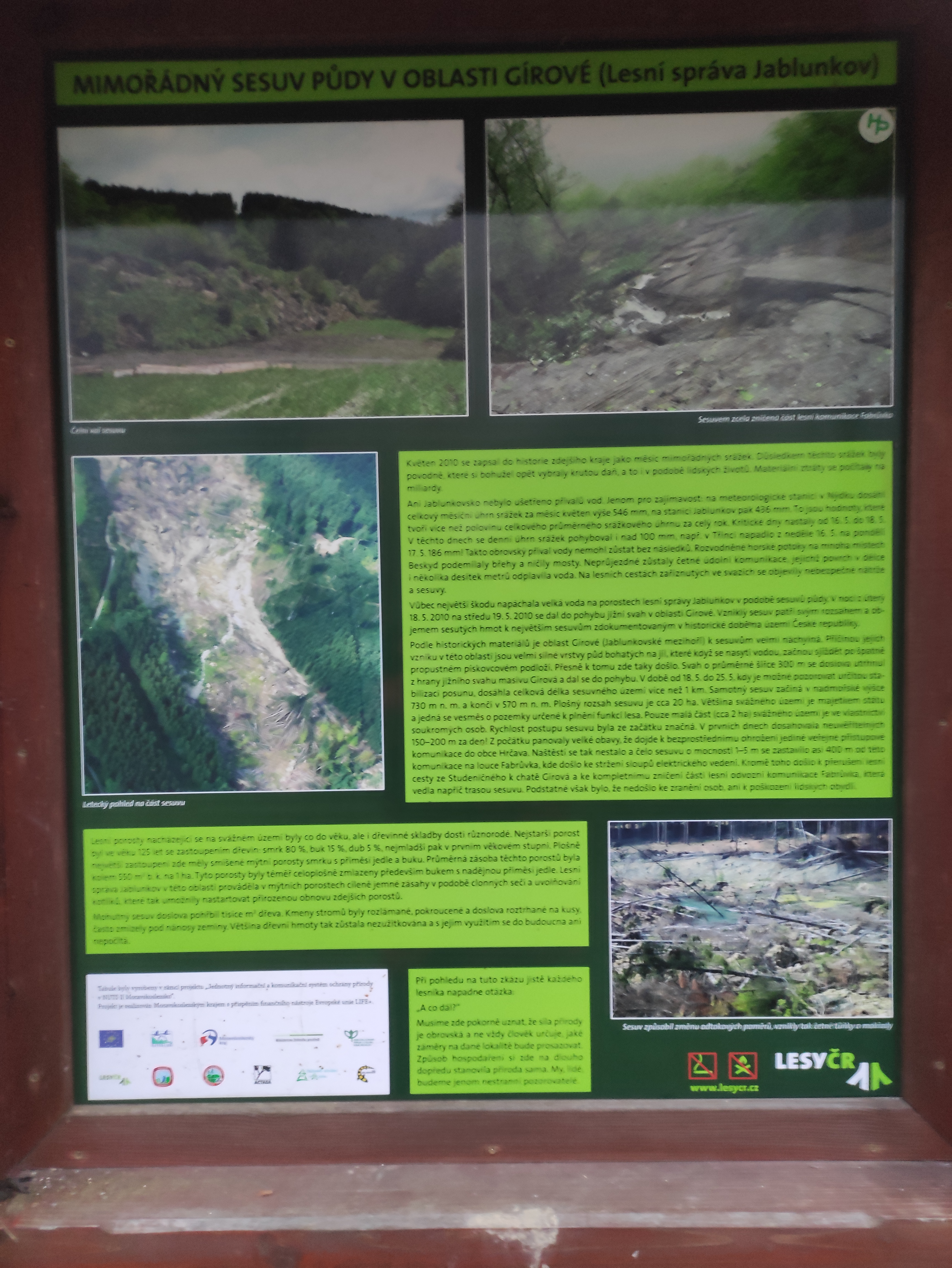